# Scooter Forever
Scooter Forever (с англ. — «Скутер навсегда») — девятнадцатый студийный альбом немецкой группы Scooter, вышедший 1 сентября 2017 года. Три композиции с альбома вышли в качестве синглов — «Bora! Bora! Bora!», «My Gabber» (совместно с нидерландским рэпером Ебруром (наст. имя: Тим Кимман), и «In Rave We Trust – Amateur Hour (Anthem Mix)».

## Список композиций
Диск 1
| №   | Название                                 | Автор(ы)                                                                                                   | Длительность |
| --- | ---------------------------------------- | --- | ------------ |
| 1.  | «Foreplay»                               | Эйч Пи Бакстер Фил Шпайзер Михаэль Симон Йенс Теле                                                         | 1:44         |
| 2.  | «In Rave We Trust»                       | Рон Мэйл Рассел Мэйл                                                                                       | 3:16         |
| 3.  | «Bora! Bora! Bora!»                      | Микеле Кьерегато Роберто Туратти Фьоренцо Дзанотти Томас Бичер Хукер Бакстер Шпайзер Симон Теле            | 3:12         |
| 4.  | «My Gabber» (Scooter и Ебрур)            | Тим Кимман Элко ван Просдей Давид ван Аккерен Бакстер Шпайзер Симон Теле                                   | 2:55         |
| 5.  | «Wall Of China (See The Light)»          | Марк Брейди Андре Брёйневауд Брайан Стюарт Коннор Роберт Алан Грайс Мэнди Кин Даррен Джеймс Мью            | 4:08         |
| 6.  | «Shooting Stars (Move It to the Left)»   | Бакстер Шпайзер Симон Теле Давид Штолценберг                                                               | 3:46         |
| 7.  | «When I'm Raving»                        | Бакстер Шпайзер Симон Теле Эмма Розен                                                                      | 3:12         |
| 8.  | «Scooter Forever»                        | Бакстер Шпайзер Симон Теле Розен                                                                           | 3:22         |
| 9.  | «As The Years Go By»                     | Петер Ханс Йёста Грёнвалль Марианне Элисабет Грёнвалль Мария Инела Кристина Родстен Экман Роберт (Брд) Юнг | 2:59         |
| 10. | «Wild and Wicked»                        | Бакстер Шпайзер Симон Теле Розен                                                                           | 2:59         |
| 11. | «The Roof»                               | Кенни Янг Бакстер Шпайзер Симон Теле Розен                                                                 | 3:22         |
| 12. | «Kiss Goodnight»                         | Александер Герлах Томас Куклиц Кай Пауль Николь Шерис Уайт Бакстер Шпайзер Симон Теле                      | 4:00         |
| 13. | «Kill The Cat» (Scooter и Dave202)       | Давиде Тропеано Мишель Люхингер Маурицио Колелла Бакстер Шпайзер Симон Теле                                | 3:32         |
| 14. | «The Darkside»                           | Дженгиз Озмаден Франк Кухинке                                                                              | 2:55         |
| 15. | «Always Look on the Bright Side of Life» | Эрик Айдл                                                                                                  | 2:18         |

Диск 2избранные классические рейв-треки, переработанные Scooter
| №   | Название             | Автор(ы)                                   | Оригинал               | Длительность |
| --- | -------------------- | ------------------------------------------ | ---------------------- | ------------ |
| 1.  | «Universal Nation»   | M.I.K.E.                                   | Push                   | 4:31         |
| 2.  | «Symmetry C»         | A.C. Boutsen                               | Brainchild             | 3:41         |
| 3.  | «Unfuture»           | Pascal FEOS                                | Sonic Infusion         | 3:14         |
| 4.  | «The First Rebirth»  | Фрэнк Селс, Аксель Стефенсон               | Jones & Stephenson     | 4:08         |
| 5.  | «Sacred Cycles»      | Пит Лазонби                                | Лазонби                | 3:23         |
| 6.  | «Burning Phibes»     | Юрген Дриссен, Оливер Ягарцевски           | Infrequent Oscillation | 3:46         |
| 7.  | «Lost In Love»       | Йенс Аренс, Петер Блейз                    | Legend B.              | 3:32         |
| 8.  | «The House Of House» | Ив Дерюйтер, Франки Клук, Аксель Стефенсон | Cherrymoon Trax        | 3:54         |
| 9.  | «Lost In Space»      | Сет Мерлен                                 | Space Frog             | 3:56         |
| 10. | «Tales Of Mystery»   | Томас Ведель, Норман Феллер, Легадо        | DJ Tom & Norman        | 3:19         |

Limited Deluxe box
2 CD  +3 наклейки и шарф фаната

## Чарты
| Чарт (2017)                            | Высшая позиция |
| -------------------------------------- | -------------- |
| Австрия (Ö3 Austria)                   | 17             |
| Чехия (ČNS IFPI)                       | 11             |
| Германия (Offizielle Top 100)          | 8              |
| Венгрия (MAHASZ)                       | 4              |
| Польша (ZPAV)                          | 20             |
| Швейцария (Schweizer Hitparade)        | 32             |
| Великобритания (UK Dance Albums Chart) | 5              |

## Синглы
В качестве синглов вышли три композиции — «Bora! Bora! Bora!», «My Gabber» (совместно с Ебруром) и «In Rave We Trust – Amateur Hour (Anthem Mix)».
| Название                                                  | Треклист                                                                 | Награды                                             |
| --------------------------------------------------------- | ------------------------------------------------------------------------ | --------------------------------------------------- |
| Bora! Bora! Bora! (26.05.2017)                            | 1. Bora! Bora! Bora! (03:08) 2. Bora! Bora! Bora! - Extended mix (04:00) | - Венгрия — 7 - Финляндия — 16 - Россия и СНГ — 131 |
| Scooter & Jebroer - My Gabber (29.08.2017)                | 1. My Gabber (02:54) 2. My Gabber - Extended mix (04:37)                 |                                                     |
| In Rave We Trust – Amateur Hour (Anthem Mix) (06.12.2017) | 1. Anthem Mix (03:25) 2. Anthem Club Mix (04:41)                         | - Венгрия — 37                                      |

## История релизов
| Регион   | Дата                 | Лейбл           | Формат                     |
| -------- | -------------------- | --------------- | -------------------------- |
| Германия | 1 сентября 2017 года | Sheffield Tunes | CD LP Цифровая дистрибуция |